# Nevski Prospekt

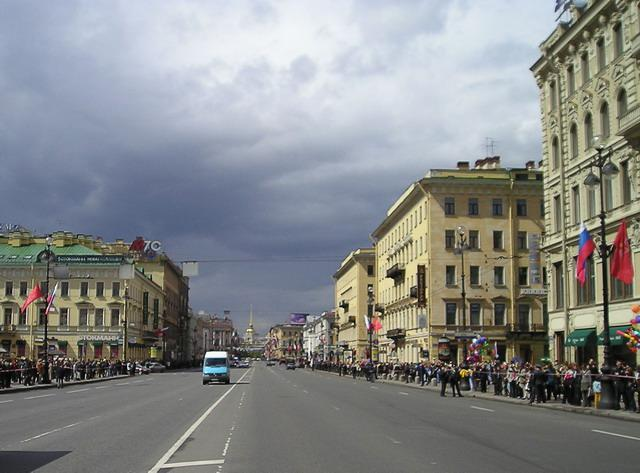
De Nevski Prospekt met zicht op de Admiraliteit

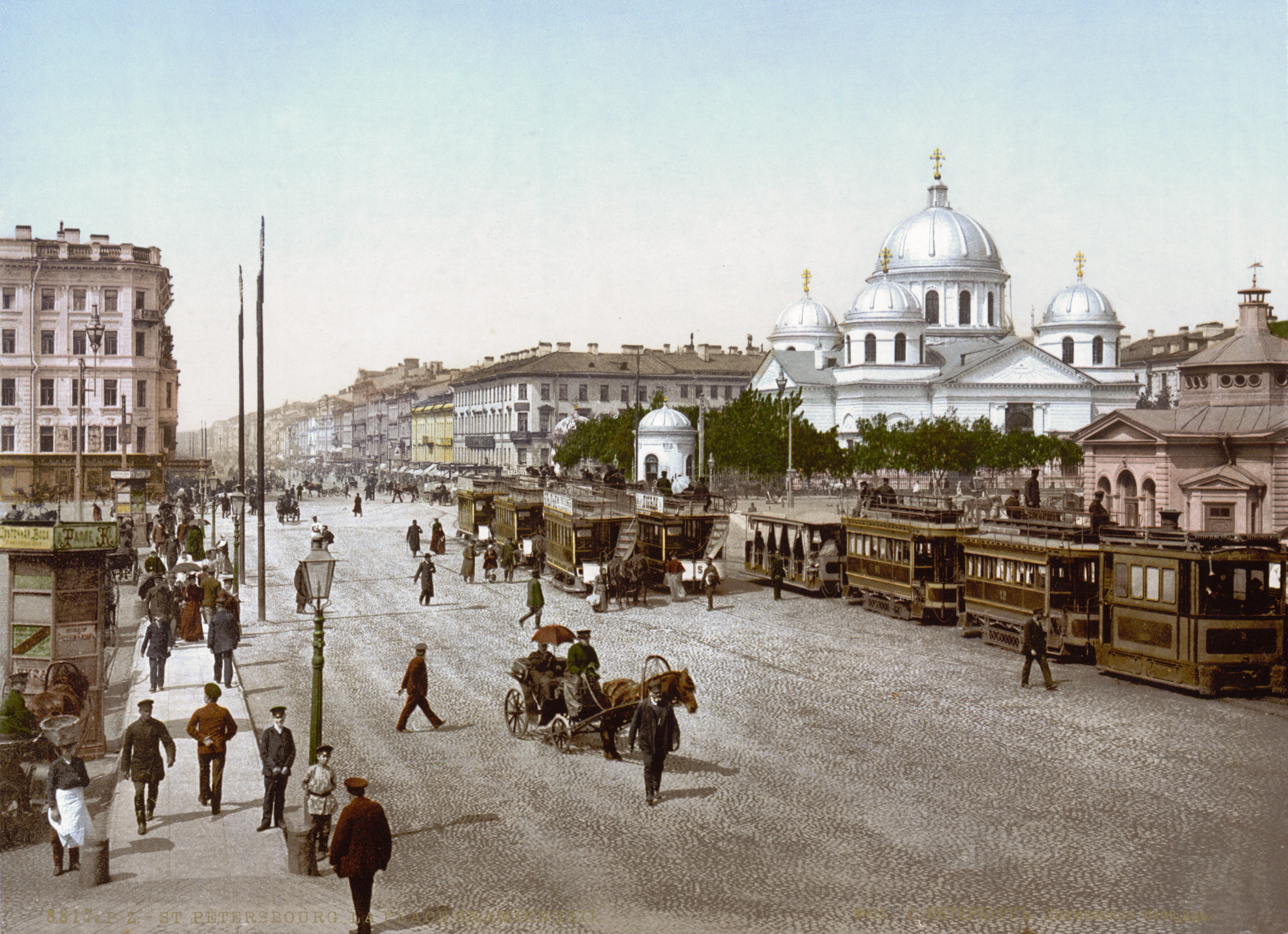
De Nevski Prospekt rond 1890

De Nevski Prospekt (Russisch: Не́вский проспе́кт ) is een van de bekendste straten van Sint-Petersburg.
Aan deze ruim 4 kilometer lange straat bevinden zich vele bezienswaardigheden. De straat begint bij de Admiraliteit en eindigt bij het Alexander Nevski-klooster. De aanleg van deze straat is begonnen in 1709 op initiatief van tsaar Peter de Grote. De straat heeft ongeveer halverwege een kleine knik. Het is ook een belangrijke winkelstraat en verkeersader. De straat is vernoemd naar Alexander Nevski. De overheersende bouwstijlen zijn barok, neoclassicisme en jugendstil.
De straat heeft altijd een internationaal karakter gehad, mede door het grote aantal niet-Russische kerken. Onder andere heeft hier de Nederlands-hervormde kerk der Vriezenveners gestaan, gebouwd voor de Ruslui uit het Twentse Vriezenveen; nu zit er een bibliotheek in dat gebouw. Alexandre Dumas noemde de Nevski Prospekt de straat van de religieuze tolerantie. In de Russische literatuur speelt deze straat een belangrijke rol, Nikolaj Gogol beschreef de levendigheid en grandeur van deze straat.

## Bezienswaardigheden en monumenten
- De Admiraliteit
- Kazankathedraal
- Stroganoff-paleis
- Standbeeld van Catharina de Grote
- Tichvin-begraafplaats, onder andere de graven van Fjodor Dostojevski, Modest Moessorgski en Pjotr Iljitsj Tsjaikovski
- Alexander Nevski-klooster
- De Russische Nationale Bibliotheek
- Nederlands hervormde kerk

Andere bezienswaardigheden als de Hermitage en de Kerk van de Verlosser op het Bloed bevinden zich in de onmiddellijke nabijheid van de Nevski Prospekt.